# Craugastor cyanochthebius
Craugastor cyanochthebius är en groddjursart som beskrevs av James R. McCranie och Smith 2006. Craugastor cyanochthebius ingår i släktet Craugastor och familjen Craugastoridae. IUCN kategoriserar arten globalt som nära hotad. Inga underarter finns listade i Catalogue of Life.